# 노자와 다이시 브랜던
노자와 다이시 브랜던(일본어: 野澤 大志 ブランドン, 2002년 12월 25일 ~ )은 일본의 축구 선수로, 현재 일본 J1리그의 클럽인 FC 도쿄에서 뛰고 있다. 포지션은 골키퍼이다.

## 구단 경력
그는 2018년부터 2019년까지 J3리그의 FC 도쿄 U-23에서 뛰었다. 2020년 J1리그의 FC 도쿄에 입단했다. 2021년 8월 J3리그의 이와테 그루자 모리오카로 임대 이적했다. 2021년 J3리그 준우승으로 J2리그로 승격했다. 2022년까지 36경기에 출전. 2023년 FC 도쿄로 복귀했다. 2025년 7월 로열 앤트워프 FC로 이적했다.

## 국가대표팀 경력
그는 2019년 FIFA U-17 월드컵에 참가할 일본 U-17 국가대표팀에 선발되었으나 경기에 출전하지는 못하였다.
2023년 AFC 아시안컵에 참가할 일본 국가대표팀에 발탁되었다.
2024년 AFC U-23 아시안컵에 출전했다. 2024년 하계 올림픽에 선발되었으나 경기에 출전하지는 못하였다.